# PARALLEL WORLD
『PARALLEL WORLD』（パラレル・ワールド）は成田昭次の5枚目のアルバム。

## 内容
オリジナルアルバムとしては最後のリリースとなった本作は、「Voice」「Mr.サムライ」のリテイクバージョンも収録。

## 批評
CDジャーナルは「自らの信念を感じさせる力強さと優しさがある。歌いたいことを歌う。その気持ちが清々しい。」と評した。

## 収録曲
1. Right
2. アンクル ベティ
3. Innocent remedy
4. The Grapes of Wrath
5. ブラウン ミー
6. Over spilt milk
7. ええんジャナイ?
8. PARALLEL WORLD
9. Voice (edit A)
10. Mr.サムライ (edit B)